# Brent Meuleman
Brent Meuleman, né le 17 mars 1988 à Gand, est un homme politique belge, membre de Vooruit.

## Biographie
Brent Meuleman nait le 17 mars 1988 à Gand.
Aux élections législatives fédérales de 2024, Brent Meuleman est élu à la Chambre des Représentants.